# Raúl Eduardo Vela Chiriboga
Raúl Eduardo Vela Chiriboga (Riobamba, 1. siječnja 1934.), je ekvadorski rimokatolički kardinal i nadbiskup emeritus Quita.

## Životopis
Raúl Eduardo Vela Chiriboga je rođen u Riobambi, 1. siječnja 1934. godine, kao peto od devetero djece u Antonia Vele i Carmele rođ. Chiriboga. Za svećenika je zaređen 28. srpnja 1957.
Pomoćnim biskupom Guayaquila i naslovnim biskupom Ausafe je imenovan 20. travnja 1972., a posvećen 21. svibnja iste godine. 29. travnja 1975. imenovan je biskupom Azoguesa. 8. srpnja 1989. imenovan je naslovnim biskupom Pauzere i vojnim ordinarijem.
21. ožujka 2003. postaje nadbiskup Quita, na kojem mjestu se umirovljuje 11. rujna 2010. Papa Benedikt XVI. ga je uzvisio na razinu kardinala na konzistoriju 20. studenog 2010. godine, čime je postao kardinal svećenik crkve Santa Maria in Via. Sudjelovao je na konklavi 2013. godine, kada je za papu odabran Franjo.
Kardinal Vela Chiriboga je izgubio pravo za sudjelovanje kao kardinal birač u budućim papinskim konklavama nakon što je navršio 80 godina, 1. siječnja 2014. godine. 
U utorak, 16. lipnja 2015., papa Franjo je imenovao kardinala Vela Chiriboga posebnim izaslanikom na 10. Nacionalnom euharistijskom kongresu u Peruu. Za geslo je uzeo S Marijom, majkom Isusovom (lat. Cum Maria matre Jesu).

## Vanjske poveznice
|  | Zajednički poslužitelj ima još gradiva o temi Raúl Eduardo Vela Chiriboga |

- (engl.) Raúl Eduardo Vela Chiriboga na catholic-hierarchy.org